# Zainicsi
A zainicsi (在日; Hepburn: zainichi, ’Japánban tartózkodó’) a Japánban élő koreai kisebbség összefoglaló neve. A japán kormány 2020-as felmérése alapján számuk 454 122 fő, ezzel ők alkotják a mai Japán második legnagyobb kisebbségét. Bár korábban is jelen volt egy a Koreai-félszigetről származó népréteg Japánban, ők teljes mértékben beolvadtak a japán társadalomba, így ezt a kifejezést csak az 1876-tól betelepülő koreaiakra használják.
Japánban különbséget tesznek a magukat észak- illetve dél-koreainak vallók megítélésében, ennek megfelelően különböző névvel is illetik 
őket; a magukat KNDK-hoz tartozók megnevezésére a “zainicsi csószendzsin” (japánul: 在日朝鮮人; koreaiul: 재일조선인, cseil csoszonin (jae-il joseon-in)) míg a Koreai Köztársasághoz tartozókra a “zainicsi kankokudzsin” (japánul: 在日韓国人; koreaiul: 재일한국인, cseil hangugin (jae-il hangugin)) kifejezés használatos.

## A betelepülés története
A hagyományos felosztás szerint három különböző szakaszt különböztetünk meg a Japánba betelepülő koreaiakkal kapcsolatban.

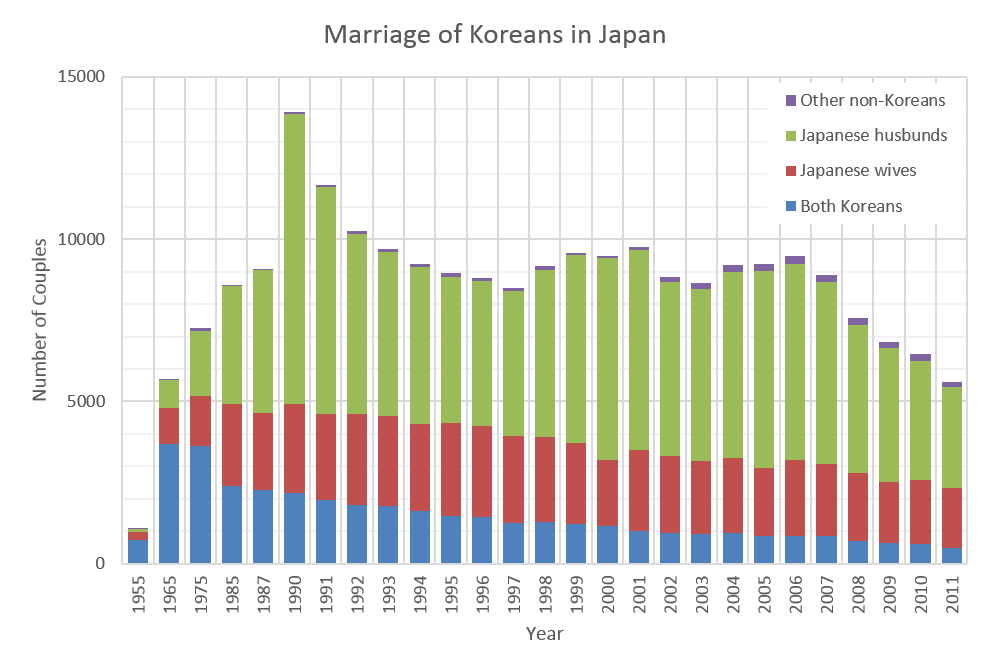
Koreaiak házasságkötése Japánban

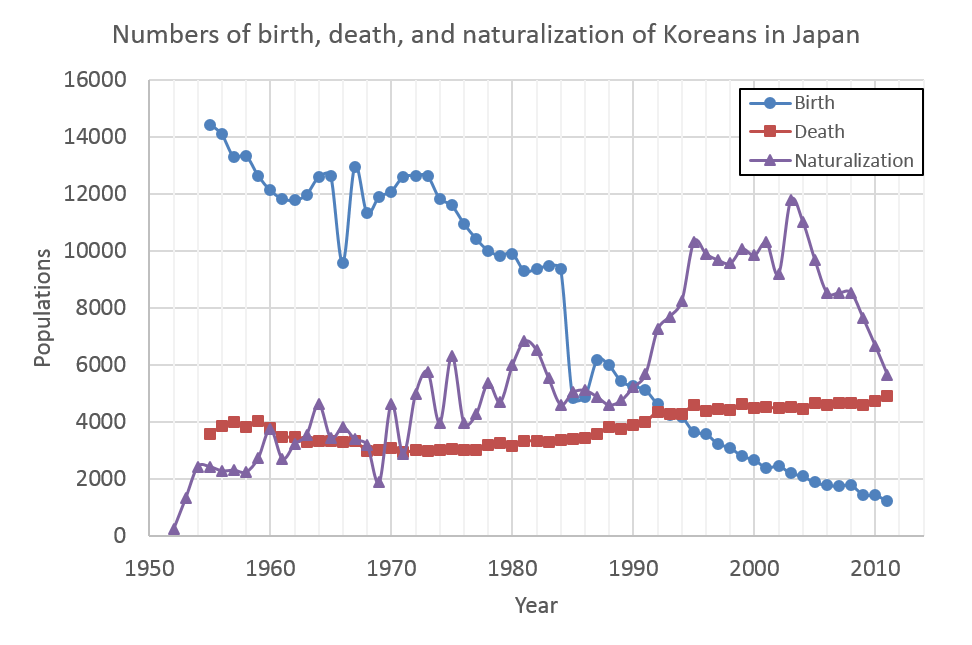
Japánban született, elhunyt és állampolgárságot szerzett koreaiak száma

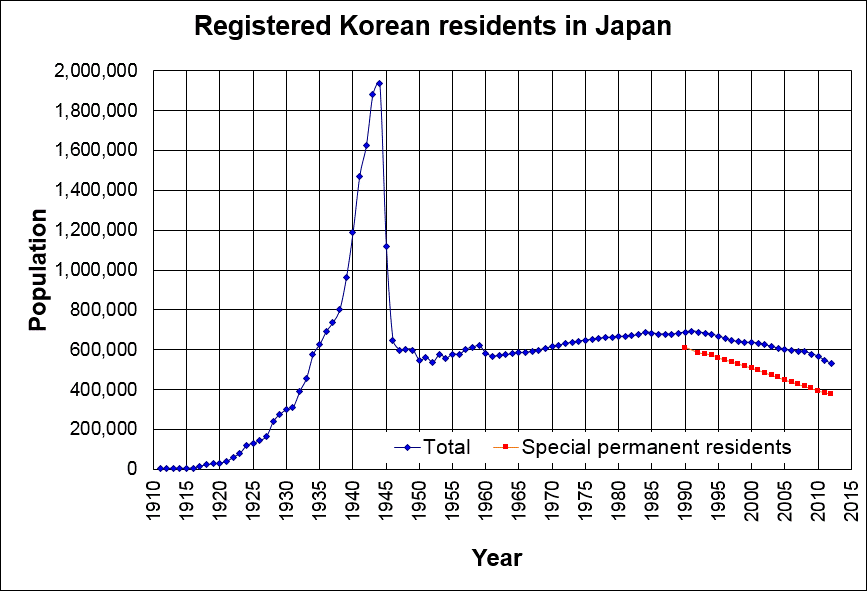
Bejegyzett koreai lakosok Japánban

| Évszám | Fő         |
| ------ | ---------- |
| 1883   | 16         |
| 1884   | 1          |
| 1885   | 1          |
| 1886   | 0          |
| 1887   | 6          |
| 1888   | 7          |
| 1889   | 8          |
| 1890   | 9          |
| 1891   | 6          |
| 1892   | 5          |
| 1893   | 7          |
| 1894   | 7          |
| 1895   | 12         |
| 1896   | 19         |
| 1897   | 155        |
| 1898   | 71         |
| 1899   | 188        |
| 1900   | 196        |
| 1901   | 355        |
| 1902   | 236        |
| 1903   | 224        |
| 1904   | 233        |
| 1905   | 303        |
| 1906   | 254        |
| 1907   | 459        |
| 1908   | 459        |
| 1909   | 790        |
| 1910   | Nincs adat |
| 1911   | 2527       |
| 1912   | 3171       |

### Első szakasz
Az első szakasz a Japán által Csoszon (Joseon-)ra kényszerített első egyenlőtlen szerződéstől (japánul: 日朝修好条規, 1876) a Koreai-félsziget japánok általi megszállásáig (1905) tartott.
Az úgynevezett Japán-Koreai Barátsági szerződés értelmében Csoszon (Joseon) kénytelen volt megnyitni kapuit a külvilág felé. Ebben az időszakban elsősorban a külföldi kultúrák, és tudományos eredmények megismerése volt a céljuk, ennek megfelelően koreai cserediákok érkeztek Japánba, számuk pár száz főre tehető.

### Második szakasz
A második szakasz a Koreai-félsziget japánok általi megszállásától, és annexiójától (1905-1910), a második világháború kezdetéig (1939) tartott.
A Koreai-félszigeten eluralkodó nehéz életkörülmények, és a munkanélküliség hatására tömegesen vándoroltak ki Japánba a jobb élet reményében, ahol is a nagymértékű fejlesztéseket folytató ipar vette fel az újonnan érkezett munkaerőt. A bevándorlók számának hirtelen megnövekedése miatt törvényi szabályozásokat vezettek be, amelyekben bizonyos feltételekhez kötötték a betelepülést. Ennek megfelelően a letelepedni szándékozóknak rendelkeznie kellett 10 jennel, beszélnie kellett a japán nyelvet, és előre eldöntött munkahelyre kellett érkeznie.

### Harmadik szakasz
A harmadik, a San Franciscó-i béke (1952) aláírásától napjainkig tartó szakasz további két részre bontható. A második világháború végéig (1945) ugyanis
nem bevándorlásról, hanem erőszakos betelepítésről, munkaszolgálatra való kényszerítésről beszélhetünk, az érintettek száma 720
ezerre tehető. Ennek amerikai megszállás vetett véget (1945), amelyet követően a munkaszolgálat alól felszabadult koreaiak felkeléseket szítottak az elnyomóik ellen, valamint elárasztották a kikötőket a hazajutni vágyók.
A háború után mintegy 700 ezer koreai maradt Japánban, őket, azaz a háború előtt betelepült koreai kisebbséget nevezi a szakirodalom „old comer”-nek (japánul: オールドカマー, koreaiul: 올드커머), míg a háború után, az 1980-as évek gazdasági fellendülését követően érkezetteket „new comer”-nek (japánul: ニューカマー, koreaiul: 뉴커머) hívják.
A háború után a szigetországban maradt koreaiak elvesztették az addigi Japán Birodalom területén számukra biztosított
állampolgári jogaikat. Kötelezték őket, hogy regisztrálják magukat külföldiként, és 14 év fölött adjanak ujjlenyomatot, illetve az állampolgárság elnyeréséhez mindenképpen japánosítaniuk kellett a nevüket. 1991-ben a japán kormány törvényrendeletben rögzítette, hogy azok, akik a nem japán nemzetiségűek voltak, de Japánban maradtak a háború után, törvényileg különleges elbánásban részesülnek. Ebbe a tokubecu eidzsúsa kategóriába önkéntes alapon léphetnek be a kisebbség tagjai, s
ez a mindennapokban a japán nemzetiségű állampolgárokéhoz hasonló életvitelt jelentett, azzal
a különbséggel, hogy semmilyen politikai jogot nem birtokolhattak.
Már az 1950-es évektől kezdve léteztek jogvédő mozgalmak, amelyek a polgári-, társadalmi-, és politikai jogokért küzdöttek. 1983-ra sikerült elérni, hogy a dél-koreai énekes
Cho Yong-pil eredeti néven, (Hon Mjó; japánul: 本名) és ne a japán kormány által előírt ajánlottan használatos néven (Cú Mei; japánul: 通名) kerüljön bemutatásra a médiában. Valamint az ujjlenyomat vételezést 2000-ben függesztette a Japán állam, azonban a külföldiként való regisztráció ma is kötelező.

## Szervezetek, érdekképviseletek

### Észak-Korea részéről
A második világháború után sorra alakultak a Japánban élő koreaiak érdekképviseletét ellátó, és az életüket segítő szervezetek, amelyek a koreai háború kitörését követően az Észak-, illetve Dél-Koreához tartozás szerint is elkülönültek. Az 1955-ben alakult Észak-Korea szimpatizáns szervezethez Zainihon csószendzsin szórengókai (japánul: 在日本朝鮮人総聯合会, koreaiul: 조선총련), röviden Cshongnjon (Chongryon) (japánul: 朝鮮総連, koreaiul: 총련) szervezetéhez ma a Japánban élő koreaiak 25%-a tartozik.
A Cshongnjon (Chongryon) szervezésében 218 koreai oktatási intézmény (csószengakkó; japánul: 朝鮮学校; koreaiul: 조선학교/우리학교; csoszon hakkjo (joseon hakgyo)/uri hakkjo (woori hakgyo)) működik, amelybe a bölcsődétől egyetemig minden típusú iskola beletartozik. Az oktatás nyelve koreai, ideológiailag pedig a Koreai Munkapárthoz áll közel; nagy hangsúlyt fektetve a Kim Ir Szen (Kim Il-sung), Kim Dzsongil (Kim Jong-il) és Kim Dzsongun (Kim Jong-un) iránti hűségre. A szervezet sokat veszített a kezdeti népszerűségéből - míg az 1970-es években hozzávetőleg 46.000 diák tanult a Cshongnjon (Chongryon) kötelékében lévő oktatási intézményekben, 2009-re ez a szám 10.000-re csökkent. Az iskolák eredetileg részben észak-koreai támogatással működtek, de a külföldi támogatás elapadása óta komoly anyagi nehézségekkel néznek szembe.

### Dél-Korea részéről
Napjaink legnagyobb szervezete az 1946-ban alakult, Dél-Koreával szimpatizáns Zainihon daikanminkoku mindan (japánul: 在日本大韓民国民団; koreaiul:재일본대한민국민단), röviden Mindan (japánul: 民団; koreaiul: 민단) amelyhez ma a Japánban élő koreaiak 65%-a tartozik. A Mindan egyik legjelentősebb törekvése a szavazati jog kivívása a zainicsi koreaik számára a japán választásokon. Eddig három japán prefektúra, Oszaka, Nara, és Kanagava fejezte ki támogatását ez ügyben.
A Mindannal ellentétben a Cshongnjon (Chongryon) ellenzi a zainicsi koreaiak részvételét a japán politikai életben, mert úgy véli, ez bomlasztja a koreai identitástudatot.

### Egyéb, kisebb szervezetek
Továbbá még érdemes megemlíteni a Zainippon kankokudzsin rengókai (japánul:在日本韓国人連合会; koreaiul: 재일본한국인 연합회), és a Csószen szeki (japánul: 朝鮮籍; koreaiul: 조선적) nevű szervezeteket.

## A koreai kisebbség életvitele és kultúrája
Országszerte léteznek úgynevezett Koreai negyedek, (japánul: コリア・タウン; koreaiul: 코리아타운) ahol különböző koreai üzletek, éttermek, népviseleti boltok találhatóak. Jelentős Oszaka Jakuno negyede, valamint a Tokióban található kimcshi (kimchi) oldalváros.

## A koreai kisebbség megítélése
"A Japánban élő koreaiak megítélése folyamatosan változik, de összességében
elmondhatjuk róla, hogy nem túl jó és jórészt a bűnözéssel kapcsolódik össze."

## Ismert zainicsi koreaiak

### Kultúra
- Li Kaisei (japánul: 李恢成, koreaiul: 이회성) Akutagava-díjas író
- Miyavi, japán zenész

### Politika
- Sinkun Haku (japánul: 眞勲 白) a Japán Demokrata Párt tagja
- Tógó Sigenori (japánul:東郷 茂徳, koreaiul: 박무덕) külügyminiszter

### Üzlet
- Szon Maszajosi (japánul: 孫 正義, koreaiul: 손정의) a Softbank elnöke
- Sigemicu Takeo (japánul: 重光 武雄, koreaiul: 신격호) a Lotte csoport vezetője

### Sport
- Ójama Maszutacu (japánul:大山 倍達) a Kyokushin karate stílus alapítója
- Kunimoto Keiszuke (japánul:国本 京佑, koreaiul: 이경우) autóversenyző

### További etnikumok Japánban
- rjukjuanok
- ainuk
- jamatók